# 黎忠里
25°01′14″N 121°33′34″E / 25.020555°N 121.559431°E
黎忠里為台北市信義區六張犁地區的一個里，該里位於信義區南方，下轄19鄰，人口約4519人。本里原屬大安區黎和里，於1974年後分設出，1990年3月12日里行政區域調整後改隸信義區。本里約五成為山坡地，其平地部分為六張犁人口稠密的區域。

## 地理位置
東至：和平東路三段台北好好看綠地與黎安里為界
西至：和平東路三段341巷與黎平里為界
南至：和平東路三段與大安區黎和里為界
北至：崇德街與黎平里、黎順里為界

## 環境
黎忠里平地部分為六張犁人口稠密區，整體發展集中於和平東路三段北側黎忠市場周邊，東側部分山坡社區多為保留區，聚落較為老舊。

## 里內設施
- 文湖線麟光站
- 黎忠市場